# Въру
Въру (на естонски: Võru; на немски: Werro, Веро) е град в Естония, административен център на едноименната област Въру с население 12 022 (по приблизителна оценка от януари 2018 г.). Намира се в югоизточната част на страната.

## Транспорт
Градът се намира на важна железопътна отсечка: Санкт Петербург – Псков – Рига и на шосето свързващо Талин – Тарту – Лухамаа. Градът има благоприятно географско разположение за търговията между Русия и Латвия.